# Az elveszett világ (televíziós sorozat)
Az elveszett világ (eredeti címén Sir Arthur Conan Doyle's The Lost World) amerikai-ausztrál-kanadai-új-zélandi televíziós filmsorozat, amely 1999-ben indult, és az 1912-ben megjelent Sir Arthur Conan Doyle tudományos fantasztikus regényének, Az elveszett világnak filmes adaptációja. A sorozat első részét 1999. április 3-án vetítették, majd három évad után, 2002-ben befejezetlenül maradt. A sorozat három évadát megjelentették díszdobozos DVD kiadásban.

## Történet
A 20. század hajnalán a kalandor és tudósprofesszor Edward Challenger és csapata expedíciót szervez, hogy bebizonyítsa, hogy létezik az elveszett világ a modern világban egyik elszigetelt részén. A rettenthetetlen csapat tagjai:
- George Edward Challenger professzor (Peter McCauley) – Az expedíció vezetője, aki reméli, hogy be tudja bizonyítani igazát a szkeptikus londoni tudóstársainak, és ezzel ismét elismert professzor lehet.
- Arthur Summerlee professzor (Michael Sinelnikoff) – a csapat legidősebb tagja, George Challenger kollégája, aki nem hiszi el Challenger professzor állításait, hogy létezik az elveszett világ. Fiatal korában arról álmodott, hogy beutazza a világot, de erre csak katonaként volt lehetősége.
- Lady Marguerite Krux (Rachel Blakely) – az önző pénzhajhász, aki csak önös érdekből tart az expedíció tagjaival. Ő az expedíció mecénása. Nem ismerte a szüleit, de jó neveltetést kapott, de szeretetet soha.
- Lord John Richard Roxton (William Snow) – gazdag nemes, vadász, akit a kalandvágy fűt. A családi örökséget azonban nem ő hanem testvére, William örökölte volna, de ő egy szafarin életét vesztette. Roxton magát okolta a történtekért, ezért is csatlakozott a csapathoz. Nagy vadászati tapasztalattal rendelkezik, mely sokszor kisegíti a csapatot a bajból.
- Edward "Ned" T. Malone (David Orth) – egy amerikai újságíró, az expedíciótól reméli, hogy ezzel az úti beszámolóval szerez magának elismerést és  ezzel lenyűgözheti menyasszonyát, ha túléli a megpróbáltatásokat. Eleinte újságkihordóként kezdte, majd saját erejéből küzdötte fel magát riporterré. Azzal szerzett magának nevet, hogy az első világháborúban hadi tudósítóként dolgozott, majd később a helyi újság halálozási rovatát vezeti. Attól tart, hogy a többiek gyávának hiszik, ezért a veszélyesebb helyzetektől sem riad vissza.

A felfedezésre egy hőlégballonnal indulnak, az feltérképezetlen Amazonas dzsungelébe. Miután a hőlégballon felrobban egy történelem előtti időben egy fennsíkon találják magukat. A csoportot segíti Veronica Layton (Jennifer O'Dell) a dzsungelben élő lány, akinek szülei egy kutatócsoport tagjai voltak és tizenegy évvel ezelőtt eltűntek. A harmadik évad közepén csatlakozik hozzájuk egy jövőből érkezett lány Finn (Lara Cox). A csapat küzd a túlélésért, félelmetes dinoszauruszokkal, törzsi fejvadászokkal, bennszülöttekkel és más rémisztő veszedelmekkel, hogy végre megtalálják a hazavezető utat.

## Szereplők
| Szerep                              | Színész                     | Magyar hang   |
| ----------------------------------- | --------------------------- | ------------- |
| George Edward Challenger professzor | Peter McCauley              | Ujréti László |
| Marguerite Krux                     | Rachel Blakely              | Pápai Erika   |
| Lord John Richard Roxton            | William Snow                | Viczián Ottó  |
| Edward "Ned" T. Malone              | David Orth                  | Rékasi Károly |
| Veronica Layton Abigail Latham      | Jennifer O'Dell             | Orosz Helga   |
| Arthur Summerlee professzor         | Michael Sinelnikoff         | Gruber Hugó   |
| Finn                                | Lara Cox                    |               |
| Malone (a bevezető filmben)         | William deVry               |               |
| Gladice                             | Jessica Napier epizódszerep |               |

## Epizódok
| Évad Epizódok | 1. évad                                    | 2. évad                                 | 3. évad                                  |
| ------------- | ------------------------------------------ | --------------------------------------- | ---------------------------------------- |
| 1             | Az utazás The Journey Begins (Pilot pt. 1) | Mindent vagy semmit All or Nothing      | Az időutazás Out of the Blue             |
| 2             | Csapdában Stranded (Pilot pt. 2)           | Amazonok Amazons                        | Útonállók The Travelers                  |
| 3             | Túl az emberin More Than Human             | Turista szezon Tourist Season           | Szemet szemért An Eye for an Eye         |
| 4             | Nektár Nectar                              | A kastély Stone Cold                    | Igaz szellem True Spirit                 |
| 5             | A félelem barlangja Cave of Fear           | Isteni akarat Divine Right              | Hasfelmetsző Jack nyomában The Knife     |
| 6             | A megváltás Salvation                      | Csontemberek Skin Deep                  | Tűzeső Fire in the Sky                   |
| 7             | Vérszomj Blood Lust                        | London visszavág London Calling         | Vadnyugati csetepaté Dead Man's Hill     |
| 8             | Az idő szorításában Out of Time            | A fogoly The Prisoner                   | Szent győzelem Hollow Victory            |
| 9             | A megtalált paradicsom Paradise Found      | A vadászat The Games                    | Boszorkányok éjszakája A Witch's Calling |
| 10            | Állat az emberben The Beast Within         | Az örök ifjúság forrása The Source      | Fegyverbe! Brothers in Arms              |
| 11            | A sötétség népe Creatures of the Dark      | Trófeák Trophies                        | Jégkorszak Ice Age                       |
| 12            | A kegyelet Tribute                         | A vudukirálynő Voodoo Queen             | Végjáték The End Game                    |
| 13            | Földöntúli erő Absolute Power              | Az őrangyal The Guardian                | Fantomok Phantoms                        |
| 14            | Camelot                                    | Kényszerhelyzet Under Pressure          | A titok The Secret                       |
| 15            | A természet ellen Unnatural Selection      | A törvényen kívüli The Outlaw           | Az időgép Finn                           |
| 16            | Időről időre Time After Time               | Áldott könyörületesség Quality of Mercy | Gyanú Suspicion                          |
| 17            | A nagylelkű apa Prodigal Father            | A gonosz jele Mark of the Beast         | Szélhámosok The Imposters                |
| 18            | A születés jogán Birthright                | Túlélők Survivors                       | Az elixír The Elixir                     |
| 19            | Feltámadás Resurrection                    | A kapitány átka The Pirate's Curse      | A szállítmány Tapestry                   |
| 20            | A kiválasztott The Chosen One              | A látogató The Visitor                  | A végzet hatalma Legacy                  |
| 21            | A jóslat Prophecy                          | A jelenés A Man of Vision               | Csapdában Trapped                        |
| 22            | Barbárok eljövetele Barbarians at the Gate | Tűzgolyó Into the Fire                  | A vihar szíve Heart of the Storm         |

## Érdekesség
- A sorozat jeleneteinek többségét Gold Coast-on Brisbane közelében Ausztráliában forgatták.
- Lara Cox a harmadik évad második felében jelent meg a sorozatban, mint Finn, de a második évad, az Amazonok című epizódjában Phoebe-t is ő alakította.
- A sorozatot megelőző két órás filmben William deVry játszotta Ned Melone szerepét, de a sorozat első epizódjában már David Orth-ot láthatjuk.
- Arthur Summerlee professzort az első évad végén megölték, de a második évadban szellemként visszatér.
- A harmadik évad több egymást követő epizódjában David Orth és Jennifer O'Dell pénzügyi okok miatt nem voltak jelen.
- Számos ausztrál színész játszott epizódszerepet a sorozatban többek között: Natalie Bassingthwaighte és Rebecca Gibney is.

## 4. évad
A 4. évadra, illetve a sorozat akármilyen befejezésére, akár egy film készítésére, a sorozat rajongói petíciót írattak alá, de eredménye nem lett. Az alkotók elhintettek egy-két részletet a 2002-re tervezett negyedik illetve az ötödik évadot illetően. Ilyen például, hogy Arthur Summerlee professzor valójában nem halt meg, hanem Avalonban él, a fennsík határában, ahol Veronica anyja is lakik, amely az elveszett világ tulajdonképpeni közepe.

## Fordítás
Ez a szócikk részben vagy egészben  a   Sir Arthur Conan Doyle's The Lost World című angol Wikipédia-szócikk fordításán alapul.  Az eredeti cikk szerkesztőit annak laptörténete sorolja fel. Ez a jelzés csupán a megfogalmazás eredetét és a szerzői jogokat jelzi, nem szolgál a cikkben szereplő információk forrásmegjelöléseként.